# Танимура, Нана
Нана Танимура (яп. 谷村 奈南 Танимура Нана, род. 10 сентября 1987, Осака) — японская певица.

## Детство
Родилась 10 сентября 1987 года в Осаке. В связи с насыщенным рабочим графиком отца семья Наны часто переезжала, в том числе жила в Лос-Анджелесе, Осаке и на Гавайях. Постоянная смена места жительства способствовала её знакомству с западной музыкальной культурой. С раннего возраста родители приобщали её к музыке и обучению игре на фортепиано, что сыграло важную роль в её дальнейшем творческом развитии.

## Дебют и карьера
Дебютировала мае 2007 года с выходом сингла «Again». Второй сингл, «Say Good-bye», был выпущен в ноябре того же года. В 2009 году вышел третий сингл — «JUNGLE DANCE», который принёс певице первую волну широкой известности. Позднее был выпущен четвёртый сингл — «If I’m not the one», представленный в трёх различных форматах и включавший два музыкальных видеоклипа. Эта композиция оказалась наиболее успешной на тот момент, заняв высокие позиции в музыкальных чартах и опросах.

## Дискография

### Синглы
- TOXIC
- FAR AWAY/Believe you
- every-body
- Crazy For You
- If I’m not the one / SEXY SENORITA
- JUNGLE DANCE
- Say Good-bye
- Again
- Innocent
- Ooh...
- Make It Numb
- GIRLS WANNA BE
- Place of love
- Mind Ya Biz
- Gimmick
- DESTINY STAR
- Pray for you
- The Power of Unity
- LIGHT
- 祈り (Inori)